# August Koern
August Koern (* 27. April 1900 auf dem Hof Liigu im Dorf Uue-Võidu, heute Karula, Landgemeinde Saarepeedi, Kreis Viljandi, Estland; † 11. Januar 1989 in Kopenhagen/Dänemark) war ein estnischer Diplomat. Er war vom 1. März 1964 bis 3. Juni 1982 Außenminister der estnischen Exilregierung.

## Diplomatie
August Koern nahm nach der Schule als Freiwilliger am estnischen Freiheitskrieg gegen Sowjetrussland teil. Danach studierte er von 1920 bis 1923 Philosophie und von 1923 bis 1927 Rechtswissenschaft. Ab 1929 war er für das estnische Außenministerium unter anderem an der estnischen Gesandtschaft in Berlin tätig, später in Warschau und ab 1939 als Geschäftsträger in Kopenhagen. Nach der Besetzung Estlands durch die Sowjetunion blieb Koern im Exil weiterhin politisch für Estland aktiv.